# Stockheimer Warte
Die Stockheimer Warte ist die denkmalgeschützte Ruine eines Wartturmes auf  dem 467 m ü. NN hohen Turmberg bei Stockheim im bayerischen Landkreis Rhön-Grabfeld.

## Geographische Lage
Die Stockheimer Warte steht am Gipfel des Turmbergs inmitten eines Laubwaldes auf der Gemarkung von Stockheim zwischen Völkershausen im Norden und Stockheim im Süden. Nach Norden und Westen geht ein Steilhang ab, nach Süden hin der Bergkamm.

## Geschichte
Der Turm stammt aus dem 15. Jahrhundert.
Die Warte, wie die anderen Türme um Mellrichstadt und Ostheim, soll von Abt Heinrich VI., Fürstabt von Fulda von 1315 bis 1353, gegen Würzburg angelegt worden sein. Da aber noch weitere Türme bestehen oder bestanden, geht man eher von einer Übermittlungsline aus. Auch sollen die Türme in Verbindung mit der Lichtenburg gestanden haben, was jedoch heute nicht mehr nachweisbar ist.

## Beschreibung

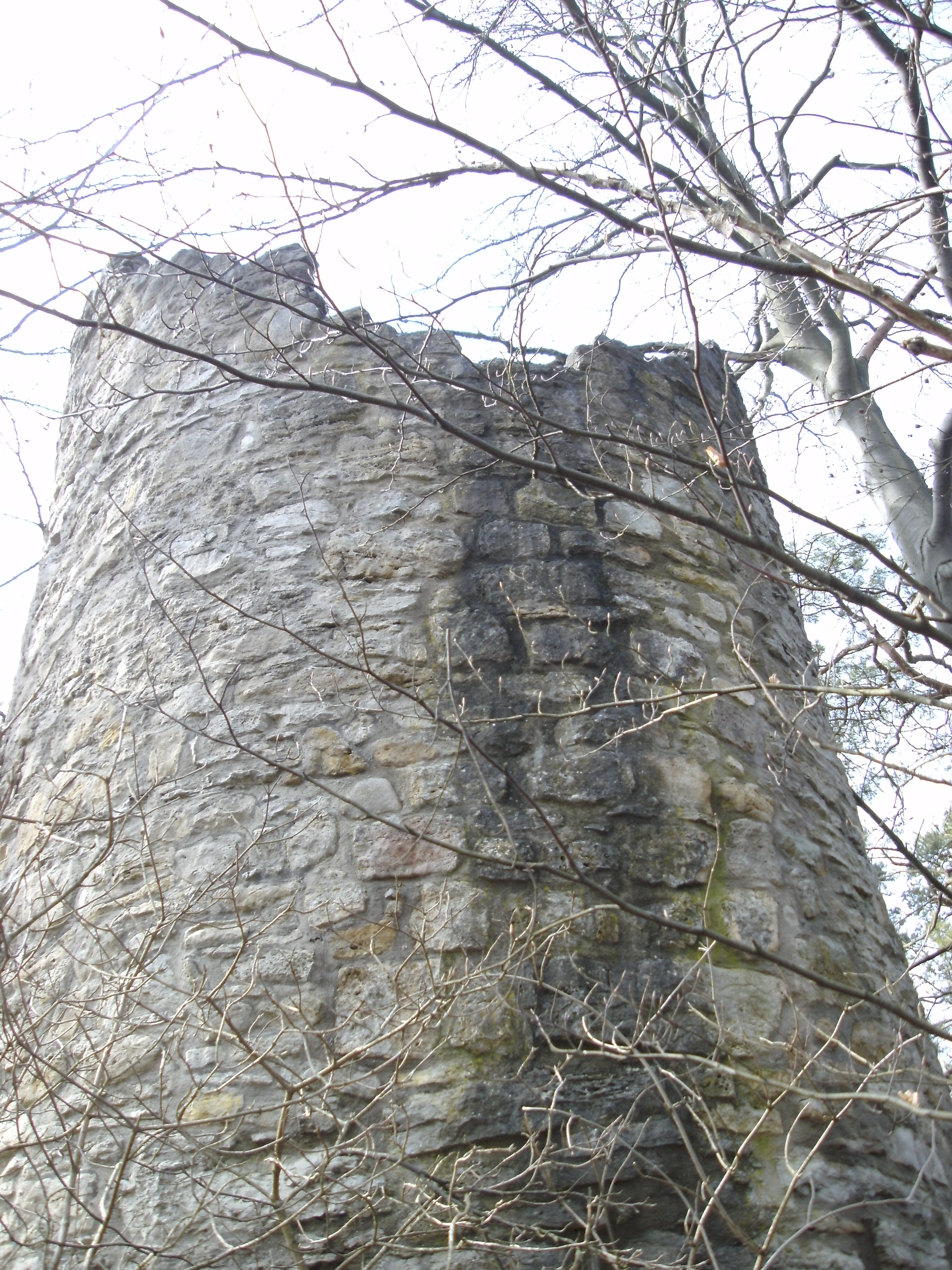
Der Mauereinschnitt

Der Turm ist ein Rundturm mit einer Höhe von ungefähr neun Metern mit einem Hocheingang auf einer Höhe von vier bis fünf Metern. Er wurde wie die meisten anderen Warttürme in der Rhön aus Feldsteinen aufgemauert. Sein Eingang ist nicht direkt dem Dorf zugewandt, sondern dem Flachhang folgend leicht versetzt angeordnet. Eine Fassung von Steinen in Form einer Treppe lässt sich noch erahnen. Anders als bei anderen Türmen der Umgebung ist die Stockheimer Warte nie wieder begehbar gemacht worden bzw. ist eine vielleicht früher vorhandene Treppe wieder abgetragen worden. Richtung Völkerhausen ist in der Krone ein über einen Meter tiefer Einschnitt zu erkennen.

## Sagen rund um die Stockheimer Warte

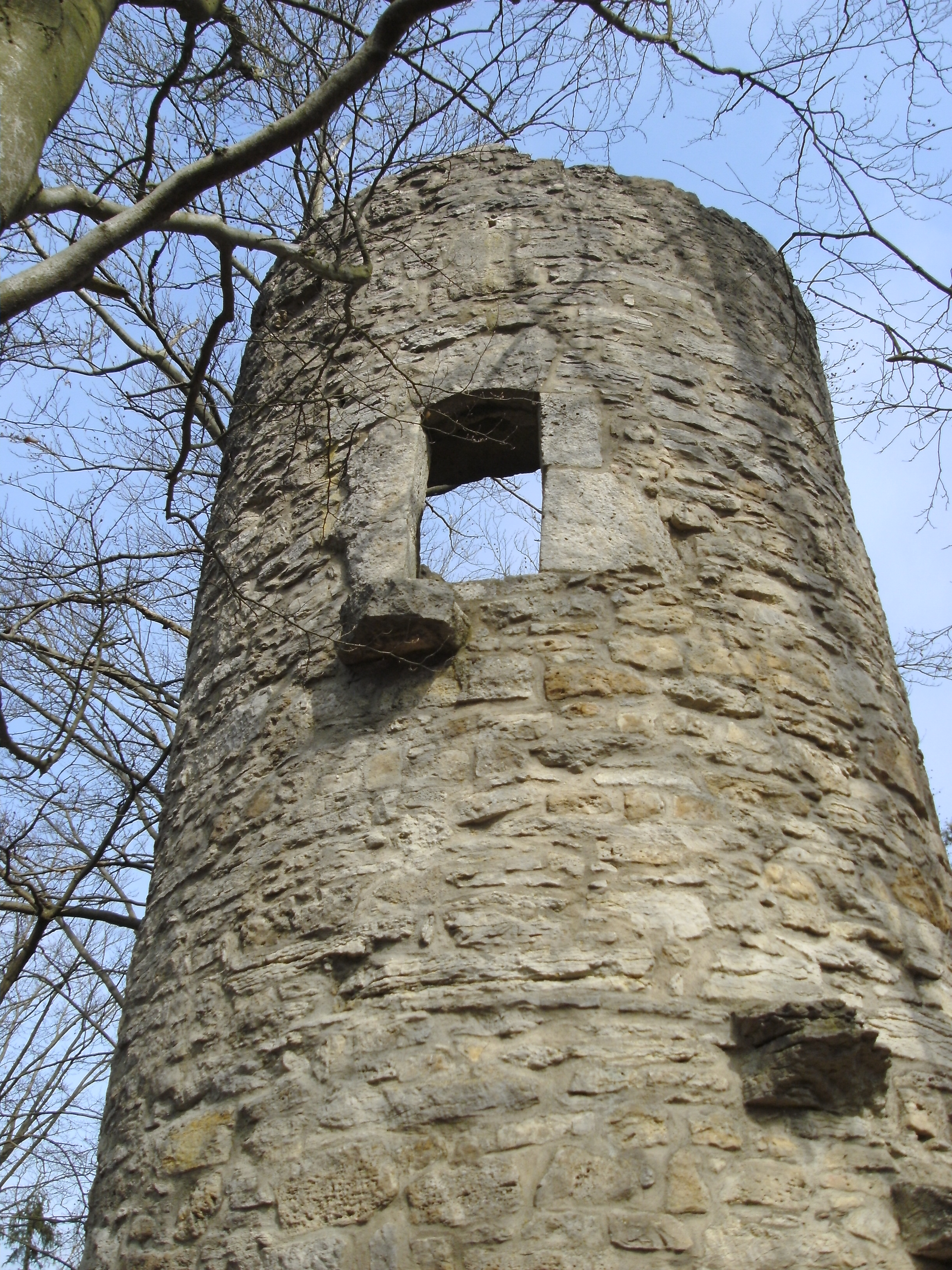
Das Einstiegsloch

Zu dem Turm auf dem Berg gibt es so manches überlieferte Volksgut, wie etwa die folgenden beiden Sagen. Bemerkenswert ist, dass die Geschichten über Willmarser Bürger gehen.

### Die Zwerge an der alten Warte
Eine Frau aus Willmars ging eines Tages hinauf zur Stockheimer Warte, um Heidelbeeren zu sammeln. Sie hatte ihr Kind mitgenommen, das einschlief. Weil sie ihren Korb noch nicht gefüllt hatte, legte sie das schlafende Kind in die Nähe des alten Turmes auf das Moos und pflückte weiter Beeren. Auf einmal hörte sie ein fürchterliches Schreien. Voller Schrecken stürzte sie zum Turm und sah, dass ihr schönes Kind gegen einen hässlichen Balg ausgewechselt worden war.
Was sollte die arme Mutter tun. Es blieb ihr nichts anderes üblich als den hässlichen Wicht mit nach Hause zu nehmen und zu pflegen; denn jeder weiß, dass sie Zwerge Kinder, die sie vertauscht haben, genauso behandeln, wie der Wechselbalg gepflegt wird. Der buckelige Zwerg lebte noch lange in Willmars. Aber er blieb trotz guter Behandlung ein krummbeiniger Krüppel mit einem Wasserkopf. Sonst war er ein guter Kerl lernte aber nie recht reden. Er hörte auf den Namen Kober (Kobold?).

### Das „Wüsele Heer“ an der Stockheimer Warte
In Willmars lernte ein armer Junge bei einem Schuster. Und weil er selbst so arm wie eine Kirchenmaus war, bekam der arme Kerl mehr Hiebe als Brot zu essen und er beschloss, sich das Leben zu nehmen. Der Schusterjunge schlich sich in einer stürmischen Nacht zur Stockheimer Warte und kletterte auf eine alte hohe Tanne. Dort wollte er den Hungertod abwarten. Bald bereute er seinen Entschluss, denn der Hunger nagte doch recht arg an seinen Gedärmen. Aber aus Angst vor der nahenden Geisterstunde und dem Knieriemen seines Meisters harrte er doch aus.
Die Nacht wurde immer dunkler und unheimlicher. Der Wind heulte und der Sturm bog die Bäume. Aber es mischten sich noch andere Geräusche in das Tosen. Und als der arme Junge von seinem Baum heruntersah, da konnte er zwar nichts unterscheiden, aber alle war lebendig unter ihm, als ob das Getier des Waldes fliehe. Dann kam es ihm vor, als ob ein großer Trupp Hunde vorüberzöge. Diesem folgte der wilde Jäger auf einem riesigen Schimmel, danach wieder ein Haufen zu Pferd, Männer und Weiber, alles bunt durcheinander. Sie sangen aber eine liebliche Melodie, dass dem Jungen wieder warm ums Herz wurde. Dann trabte noch eine Herde lebendiger Pferde, wild durcheinander, und den Schluss des Zuges bildeten große, scharfe Hunde mit buschigen Schwänzen. Und dazwischen das Heulen des Windes, das Toben des Sturmes, das Bellen der Hunde und das Johlen des Wilden Heeres.
Darüber schlief  der Junge auf seinem Baum ein. Am anderen Morgen wurde er von Holzfällern gefunden und nach Hause gebracht. Seitdem hat er bei seinem Schuster ausgehalten.